# Deilio xylococculi
Deilio xylococculi is een vliesvleugelig insect uit de familie Encyrtidae. De wetenschappelijke naam is voor het eerst geldig gepubliceerd in 1988 door Beardsley & Gordh.